# Princess Sarah
«Принцесса Сара» (яп. 小公女セーラ Сё:ко:дзё Сэ:ра) — аниме-сериал, основанный на повести Фрэнсис Бёрнетт «Маленькая принцесса». Состоит из 46 серий. Премьера в Японии состоялась в 1985 году на телеканале Fuji TV. Является частью «Театра мировых шедевров» и первой работой в этой серии, которая затрагивает тему жестокого обращения с ребёнком.
Сериал был выбран в качестве одного из 100 лучших аниме-сериалов всех времен (зрителями TV Asahi). Он был переведён на многие языки, включая французский, итальянский, немецкий, арабский и испанский. На Филиппинах он был показан на ABS-CBN в начале 1990-х годах и завоевал огромную популярность.

## Сюжет
Сара Кру — дочь богатого англичанина, живущего в Индии. Но климат Индии вреден для детей, и Сару отправляют в Лондон, где поселяют в школу для юных леди. Вскоре случается трагедия: отец Сары погибает, девочка остаётся бедной сиротой. Директор школы, мисс Минчин, использует эту ситуацию и делает Сару служанкой в школе. Однако Сара с помощью своих друзей старается перенести все тяготы.

## Персонажи
Сара Кру (яп. セーラ クルー Сэ:ра Куру:) — Главная героиня истории, её отправляют учится в пансион «Минчин» в Лондоне, где обучают девушек быть благородными дамами. Хотя Сара очень творческая и любопытная натура, она мало чего знает о окружающем мире и социальных проблемах. После того как её отец умирает, у Сары не остаётся денег, чтобы оплачивать учёбу и ей позволяют остаться в семинарии на правах прислуги, однако девочка не намерена сдаваться.
Сэйю: Суми Симамото
Ральф Кру (яп. ラルフ クルー Раруфу Куру:) — Любящий отец Сары. Владеет алмазной шахтой в Индии. Однако его дела идут плохо, сначала он обанкротился, а затем умер от лихорадки.Умер в 11 серии.
Мисс Минчин (яп. マリア ミンチン Мариа Минтин) — Главный отрицательный персонаж истории, она руководит пансионом. После того, как Минчин пришла к выводу, что Сара пыталась сжечь её, возненавидела девочку и решила давить на неё. После того, как Сара становится сиротой, она намеренно позволяет ей остаться на правах горничной и продолжать её унижать и давить, чтобы окончательно сломать девочку. Позже раскрываются обстоятельства прошлого Минчин, которая также в детстве потеряла родителей и была несчастна.
Сэйю: Таэко Наканиси
Амелия Минчин (яп. アメリア ミンチン Амэриа Минтин) — Младшая сестра Мисс Минчин, в отличие от неё добрая.
Сэйю: Юкико Насива
Лавиния Герберт (яп. ラビニア ハーバート Равиниа Ха:ба:то) — Гордая и манипулятивная девочка, которая до прихода Сары пользовалась огромной популярностью. Позже, когда Сара стала перетягивать на себя внимание, это вызвало сильную ревность у Лавинии, даже когда Сара стала служанкой, она продолжала давить и унижать достоинство девочки.
Сэйю: Эйко Хисамура
Джесси (яп. ジェシー Дзэси:) — Одна из подружек Лавинии.
Сэйю: Сэйко Накано
Гертруда (яп. ガートルード Га:тору:до) — Одна из подружек Лавинии.
Сэйю: Рун Сасаки
Эрменгард Сент Джонн (яп. アーメンガード セント ジョン А:мэнга:до Сэнто Дзён) — Пышная подружка Сары, познакомилась с ней, когда Сара защитила её от нападок Лавинии. Её отец — профессор в университете.
Сэйю: Маки Яосаха
Лотти Лэй (яп. ロッティ レイ Ротти Рэй) — Самая молодая ученица в семинарии, ей 4 года. Сначала ведёт себя избалованно и часто впадает в истерики, но позже сближается с Сарой и принимает в ней свою мать. После того, как Сара становится служанкой, Лотти становится её самым близким человеком. 
Сэйю: Наоко Ватанабэ
Бекки (яп. ベッキー Бэкки:) —  сирота, которая работает прислугой в пансионате, чтобы поддержать свою семью. Мисс Минчин терпеть её не может и вместе с коллегами давит на Бекки, однако та не падает духом. Дружится с Сарой
Сэйю: Тэйю Итирюсай
Питер (яп. ピーター Пи:та:) — Уличный мальчишка, дружит с Сарой и часто помогает ей, а позже и влюбляется в неё. Сэйю: Асами Мукайдоно
Молли (яп. モーリー Мо:ри:)
Сэйю: Тика Сакамото
Джеймс (яп. ジェームス Дзэ:ймусу)
Сэйю: Дайсукэ Гори
Месье Дюфарж (яп. デュファルジュ先生 Дюфарудзи-сэнсэй) - учитель французского.
Сэйю: Тосия Уэда
Рамдас (яп. ラムダス Рамудасу) - слуга-индус в доме Крисфорда.
Сэйю: Хидэюки Танака
Том Крисфорд (яп. トム クリスフォード Тому Курисуфо:до)
Сэйю: Сюсэй Накамура
Мистер Кармайкл (яп. カーマイケル弁護士 Ка:майкэру-Бэнгоси)
Сэйю: Юсаку Яра
Дональд Кармайкл (яп. ドナルド カーマイケル Донарудо Ка:майкэру)
Сэйю: Мицуко Хориэ